# Горбулівська сільська рада
Горбулівська сільська́ ра́да — колишня адміністративно-територіальна одиниця та орган місцевого самоврядування в Потіївському і Черняхівському районах Малинської, Коростенської і Волинської округ, Київської й Житомирської областей Української РСР та України з адміністративним центром у селі Горбулів.

## Населені пункти
Сільській раді були підпорядковані населені пункти:
- с. Горбулів
- с. Науменка

## Населення
Відповідно до результатів перепису населення СРСР, кількість населення ради, станом на 12 січня 1989 року, становила 1 168 осіб.
Станом на 5 грудня 2001 року, відповідно до перепису населення України, кількість мешканців сільської ради становила 901 особу.

## Склад ради
Рада складалася з 12 депутатів та голови.
- Голова ради: Радченко Петро Петрович
- Секретар ради: Янчук Тетяна Петрівна

### Керівний склад попередніх скликань
| Прізвище, ім'я, по батькові | Основні відомості                                                                                   | Дата обрання | Дата звільнення |
| --------------------------- | --------------------------------------------------------------------------------------------------- | ------------ | --------------- |
| Радченко Петро Петрович     | Сільський голова, 1970 року народження, освіта середня спеціальна, член Української Народної Партії | 26.03.2006   | 31.10.2010      |
| Радченко Петро Петрович     | Сільський голова, 1970 року народження, освіта середня спеціальна, безпартійний                     | 31.10.2010   | 25.10.2020      |

Примітка: таблиця складена за даними сайту Верховної Ради України

### IX скликання
За результатами місцевих виборів 2010 року депутатами ради стали:

#### За суб'єктами висування
| Суб'єкт висування               | Кількість обраних депутатів | %    |
| ------------------------------- | --------------------------- | ---- |
| Народна партія                  | 6                           | 50   |
| Самовисування                   | 5                           | 41,7 |
| Політична партія «Наша Україна» | 1                           | 8,3  |

#### За округами
| № округу                        | Прізвище, ім'я, по батькові     | Дата визнання обраним | Освіта             | Партійна приналежність | Відомості про обраного депутата                              |
| ------------------------------- | ------------------------------- | --------------------- | ------------------ | ---------------------- | ------------------------------------------------------------ |
| Народна Партія                  |                                 |                       |                    |                        |                                                              |
| 2                               | Павлюк Анастасій Дмитрівна      | 04.11.2010            | середня            | позапартійна           | ДПУКК, тракторист                                            |
| 5                               | Радченко Олена Станіславівна    | 05.11.2010            | середня спеціальна | позапартійна           | ПП Радченко, приватний підприємець                           |
| 6                               | Ковальова Світлана Марківна     | 05.11.2010            | середня спеціальна | позапартійна           | ДНЗ, завідувачка                                             |
| 7                               | Янчук Тетяна Петрівна           | 01.11.2010            | середня спеціальна | позапартійна           | Горбулівська сільська рада, секретар                         |
| 9                               | Яковенко Юрій Антонович         | 04.11.2010            | середня спеціальна | позапартійний          | Кар"єр СТОУН-3, вО начальника                                |
| 10                              | Тимошенко Леонід Володимирович  | 05.11.2010            | середня            | член Партії регіонів   | Горбулівська загальноосвітня школа, кочегар                  |
| Політична партія «Наша Україна» |                                 |                       |                    |                        |                                                              |
| 4                               | Олексієнко Марія Євгеніївна     | 05.11.2010            | середня спеціальна | позапартійна           | тимчасово не працює                                          |
| Самовисування                   |                                 |                       |                    |                        |                                                              |
| 1                               | Іщенко Наталія Вікторівна       | 05.11.2010            | середня спеціальна | позапартійна           | Управління праці і соціального захисту, соціальний працівник |
| 3                               | Гресь Лариса Олександрівна      | 04.11.2010            | середня спеціальна | позапартійна           | тимчасово не працює                                          |
| 8                               | Дуденко Святослав Станіславович | 05.11.2010            | середня спеціальна | позапартійний          | тимчасово не працює                                          |
| 11                              | Даневич Галина Станіславівна    | 26.12.2010            | середня спеціальна | позапартійна           |                                                              |
| 12                              | Довга Аліна Олександрівна       | 05.11.2010            | середня спеціальна | позапартійна           | Горбулівський ВЗ, листоноша                                  |

## Історія
Створена 1923 року в складі с. Горбулів та хуторів Березники (згодом — Вересники), Буда, Каролін (згодом — Науменків, Науменка) і Сліпчанський Горбулівської волості Радомисльського повіту Київської губернії. У вересні 1924 року в підпорядкуванні числяться хутори Добринь При Горбулеві, Кучевського, 2 лютого 1928 року — х. Курганці, станом на 1 жовтня 1941 року — х. Горбулів; хутори Буда, Вересники, Добринь При Горбулеві, Курганці, Кучевського та Сліпчанський не перебувають на обліку населених пунктів. Станом на 1 вересня 1946 року х. Горбулів не числиться на обліку населених пунктів.
Станом на 1 вересня 1946 року сільська рада входила до складу Потіївського району Житомирської області, на обліку в раді перебували с. Горбулів та х. Науменків.
Станом на 1 січня 1972 року сільська рада входила до складу Черняхівського району Житомирської області, на обліку в раді перебували села Горбулів та Науменка.
Виключена з облікових даних, відповідно до постанови Верховної РадиУкраїни від 17 липня 2020 року; територію та населені пункти ради, відповідно до розпорядження Кабінету Міністрів України № 711-р від 12 червня 2020 року «Про визначення адміністративних центрів та затвердження територій територіальних громад Житомирської області», включено до складу Черняхівської селищної територіальної громади Житомирського району Житомирської області.
Входила до складу Потіївського (7.03.1923 р.) та Черняхівського (21.01.1959 р.) районів.